# 亨氏平囊鯰
亨氏平囊鯰，舊名是亨氏鈍囊鯰，是輻鰭魚綱鯰形目陶樂鯰科的一個種。

## 分布
本魚分布於南美洲秘魯、巴西、蓋亞那、法屬圭亞那、玻利維亞的溪流中。

## 特徵
本魚體色會變化，但通常為深褐色，帶有顏色深沉的不規則斑紋。一排白色鱗甲沿著側線延伸，因其下方有深色條紋而顯得特別醒目。豎立於背鰭的第一、二根鰭條顏色較深，全身覆蓋著骨板，約24-28個，頭部有皺摺，並有三對白褐色長觸鬚。背鰭硬棘1枚;背鰭軟條6枚;臀鰭軟條11-13枚。體長可達15公分。

## 生態
本魚棲息於海岸沼澤與氾濫區域。性情溫和，喜群居, 躲在根，樹葉或分枝下面，屬雜食性。

## 經濟利用
為觀賞性魚類，不可食用。